# Гіменолепідоз
Гіменолепідо́з (лат. Hymenolepidosis, англ. Hymenolepiasis) — паразитарне захворювання, антропонозний контагіозний гельмінтоз, який спричинює карликовий ціп'як (Hymenolepis nana, англ. Dwarf tapeworm) — паразитичний черв із класу цестод. Гіменолепідоз у клінічному плані характеризується ознаками ураження переважно травної системи організму.

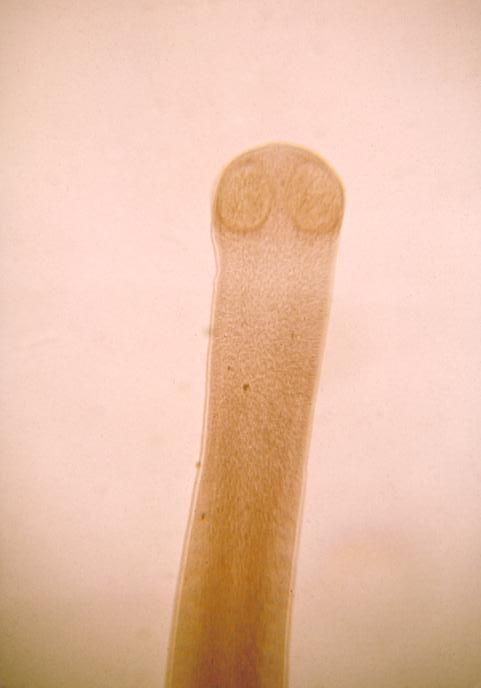
Сколекс (голівка) пацючого ціп'яка. Фото із збільшенням у 10 разів.

У людей також рідкісно спостерігають зоонозний гельмінтоз — гіменолепідоз пацючий (щурячий, димінутний), при цьому люди є випадковими хазяями гельмінта. У медичній літературі західних країн нерідко ці два гельмінтози об'єднують у одну нозологічну форму «Гіменолепідоз».

## Історичні відомості
Збудника гіменолепідозу вперше виявив німецький паразитолог Т. Більгарц у 1851 році в клубовій кишці 12-річного хлопчика, який помер від менінгіту в Каїрі. У 1863 році німецький зоолог Р. Лейкарт на основі даних Більгарца та своїх спостережень дав детальний опис гельмінта. У 1891 році французький лікар та ентомолог Р. Бланшар дав сучасну назву хробаку, використавши поєднання слів грец. Χυμεν — мембрана, λεπης — оболонка, νανά — карликова. Японський педіатр Ю. Саекі в 1920 році описав автоінвазію при цьому гельмінтозі.

## Актуальність
Гіменолепідоз, який спричинює карликовий ціп'як, є найпоширенішим цестодозом людства, його реєструють всюди, де живуть люди.

## Етіологія

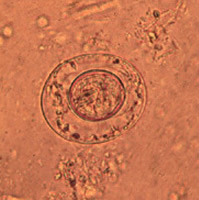
Типове яйце карликового ціп'яка

Збудника гіменолепідозу ціп'як карликовий — Hymenolepis nana відносять до роду Hymenolepis, родини Hymenolepididae, класу Cestoidea, типу Platyhelminthes. Це невелика цестода завдовжки 1,5-4 см, з маленьким сколексом (головкою), що має чотири присоски і короткий хоботок з віночком з 20-24 дрібних гаків. Стробіла (тіло) ціп'яка складається з тонкої шийки і великої кількості (до 200) проглотид. Зрілі проглотиди відокремлюються від стробіли ціп'яка вже в просвіті кишки, де з них вивільняються яйця, які містять озброєну 6 крюками онкосферу (личинкову стадію усіх цестод).
Життєвий цикл карликового ціп'яка характеризується послідовним розвитком личинкової та дорослої стадій в організмі людини. Таким чином, людина для цього гельмінта є одночасно проміжним і основним хазяїном. Дорослі особини паразитують в тонкій кишці людини. З яйця в кишці людини вивільняється онкосфера, яка активно проникає до ворсинок тонкої кишки. Через 5-7 днів з онкосфери розвивається личинка (цистицеркоїд), яка руйнує ворсинку, виходить у просвіт тонкої кишки, прикріплюється до її слизової оболонки і через 14-15 днів перетворюється у дорослого ціп'яка. Тривалість життя статевозрілого гельмінта загалом триває близько 1-2 місяців. Однак інвазія може тривати роками за рахунок повторних заражень і/або внутрішньокишкової автоінвазії. Її спостерігають в осіб з ослабленим імунітетом або інтеркурентними захворюваннями. У цих випадках статевозрілі гельмінти розвиваються з онкосфер, що вийшли з яєць у просвіті кишки і потрапили до ворсинок слизової оболонки.

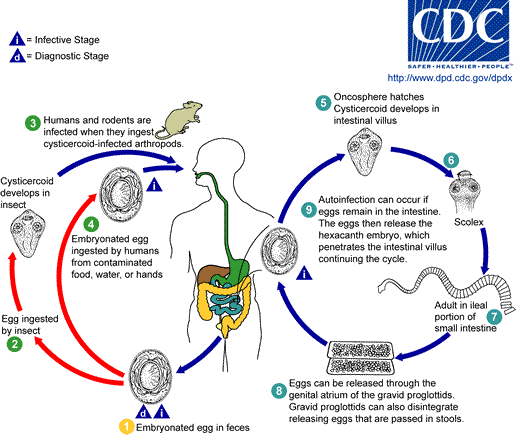
Життєвий цикл ціп'яка карликового (Hymenolepis nana).

## Епідеміологічні особливості

### Джерело і резервуар інвазії
Джерело інвазії та основний хазяїн карликового ціп'яка — хвора людина. Однак не виключають можливість розвитку гельмінта і за участю деяких комах (бліх і борошняного хрущака) як проміжних хазяїв. Інвазовані люди є безпосередньо небезпечними як для оточуючих, так і для себе, адже при низькому рівні гігієнічних навичок здатні багаторазово повторно самі себе заражати.

## Механізм і шляхи передачі
Механізм зараження — фекально-оральний, шляхи передачі — контактно-побутовий, харчовий. Факторами передачі є забруднені яйцями гельмінта предмети побуту, іграшки, харчові продукти. У поширенні гіменолепідоза можуть брати участь мухи, які переносять яйця карликового ціп'яка на лапках і в своєму кишківнику.

## Сприйнятливий контингент та імунітет
Сприйнятливість висока, найбільшу захворюваність реєструють в дитячому віці. Імунітет не прояснений, однак у дорослих клінічні прояви мають менший ступінь виразності, що може бути пов'язане з надбанням певного імунітету після перенесення хвороби в дитинстві.

## Патогенез
Провідним патогенетичним чинником є механічне пошкодження слизової оболонки тонкої кишки личинками і статевозрілими гельмінтами. Розвиток личинок призводить до руйнування ворсинок кишки, дорослі ціп'яки пошкоджують слизову оболонку своїми присосками й гачками в місцях прикріплення. Має значення сенсибілізація макроорганізму антигенами гельмінтів, розвиток дисбіозу кишеки і дефіциту вітамінів.

## Клінічні прояви
У МКХ-10 виділяють «Гіменолепідоз» під кодом В71.0. Клінічна картина гіменолепідозу сильно варіює, відрізняючись як за наявністю, так і за перевагою певних симптомів, за ступенем їх виразності. У 1/3 хворих може відбуватися субклінічний перебіг інвазії. Хворих турбує біль у місці проєкції тонкої кишки, зниження апетиту, нудота, нестійкі випорожнення, нездужання, слабкість, підвищена стомлюваність, дратівливість, головний біль,  у дітей раннього віку постійними скаргами є болі в животі, діарея; нудота, іноді блювота, зниження апетиту, слинотеча, печія, ураження нервової системи: головний біль, порушення свідомості, підвищена стомлюваність, неспокійний сон, хореатичні та епілептиформні напади, псевдоменінгіт; алергічні реакції: висипання на шкірі, вазомоторний риніт, бронхоспазм 
При інтенсивних інвазіях (більше 2 000 паразитів), як правило, виникають більш тяжкі прояви: сильний нападоподібний біль у животі, блювання, запаморочення, судомні напади, непритомність, погіршення пам'яті, субфебрилітет, безсоння тощо. Можуть розвиватися порушення функції печінки, шлунка, кишок, розвиваються загальна астенія, легка анемія, еозинофілія. Іноді трапляються алергічні прояви: висип, свербіж шкіри, вазомоторний риніт.

## Ускладнення
Часто розвивається дисбіоз, можливий мезентеріальний лімфаденіт, загострення перебігу виразкової хвороби шлунка і дванадцятипалої кишки.

## Діагностика
Виражених і характерних змін крові при гіменолепідозі зазвичай не відзначають. Іноді спостерігають помірне зниження гемоглобіну і невелику еозинофілію. Специфічна діагностика ґрунтується лише на прямому паразитоскопічному дослідженні фекалій, при слабкій інвазії застосовують методи збагачення флотацією (Фюллеборна, Калантарян). У зв'язку з тим, що карликовий ціп'як виділяє яйця циклічними періодами, слід рекомендувати триразове обстеження калу з інтервалом у 15-20 днів.

## Лікування
Для дегельмінтизації застосовують празиквантел (в Україні ге зареєстрований) або альбендазол. Курс лікування ним складається ц двох циклів№по 400 мг 3 дні поспіль з повторенням  через 10-14 днів), як й при інших цестодозах. Особливості біології паразита, можливість внутрішньокишкової автоінвазії вимагають наполегливого і систематичного лікування, застосування не тільки протипаразитарних препаратів, а й симптоматичної терапії (ферментні препарати, вітаміни, пробіотики тощо) в сукупності з комплексом профілактичних заходів.

## Профілактика
Через високу зараженість гіменолепідозом дітей саме в дитячих колективах повинна проводитися основна робота з його профілактики. У першу чергу вона повинна бути спрямована на забезпечення високого рівня санітарного благополуччя шляхом регулярного вологого прибирання приміщень, туалетів, меблів, щоденного миття іграшок, боротьби з мухами, тарганами, обов'язкового використання індивідуальних горщиків в яслах і дитячих садах, а також формування у дітей та обслуговчого персоналу необхідних гігієнічних навичок. До числа найбільш важливих спеціальних профілактичних заходів відносять гельмінтологічні обстеження всіх нових для колективу дітей та прийнятого на роботу в дитячі заклади персоналу, планові (не рідше 2 разів на рік) паразитоскопічні обстеження дітей і персоналу дитячих закладів, швидка дегельмінтизація виявлених інвазованих.

## Гіменолепідоз пацючий (щурячий)
Спорадичні випадки димінутного/пацючого (щурячого) гіменолепідозу спостерігають повсюдно, але вкрай рідко. Багато з них, мабуть, не діагностують. Ціп'як димінутний є біогельмінтом. Облігатними (обов'язковими) дефінітивними хазяями є пацюки і миші, іноді інші гризуни, факультативними — собаки, мавпи, дуже рідко людина. Проміжними хазяями є близько 30 видів різних комах і багатоніжок (личинки та імаго бліх, тарганів, борошняного хрущака, личинки хлібної молі і борошняної вогнівки, тощо). До організму людини проміжні цього гельмінтоза потрапляють випадково, при заковтуванні проміжних хазяїв разом із зерном, борошном, пилом, недостатньо пропеченими хлібними виробами. У більшості випадків ця інвазія має безсимптомний перебіг. Димінутний гіменолепідоз перебігає легше, ніж гіменолепідоз, якого спричинює карликовий ціп'як. Це пов'язано, в першу чергу із тим, що у димінутного ціп'яка відсутні травматичні інвазійні утворення на сколексі — прикріплення до слизової кишки на відміну від карликового ціп'яка відбувається за допомогою 4 присосок без гаків, немає й автоінвазії. У тяжких випадках відбувається ентерит та порушення роботи нервової системи. Діагностику та лікування проводять так, як й при зараженні карликовим ціп'яком.

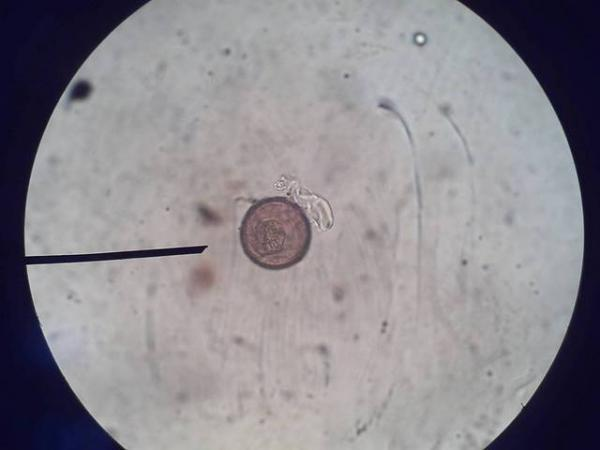
Типове яйце пацючого (щурячого) ціп'яка.